# Kiel Baltic Hurricanes
Kiel Baltic Hurricanes (català: Huracans bàltics de Kiel) és l'equip de futbol americà del club esportiu American Sports Club Kiel e.V., amb seu en Kiel, Schleswig-Holstein (Alemanya). Utilitza el mateix àlies i els mateixos colors que els Miami Hurricanes.
El club ha estat un equip potent a Alemanya, arribant a les cinc finals alemanyes consecutives del 2008 al 2012, perdent els dos primers, guanyant el tercer i perdent el quart i el cinquè.

## Origen

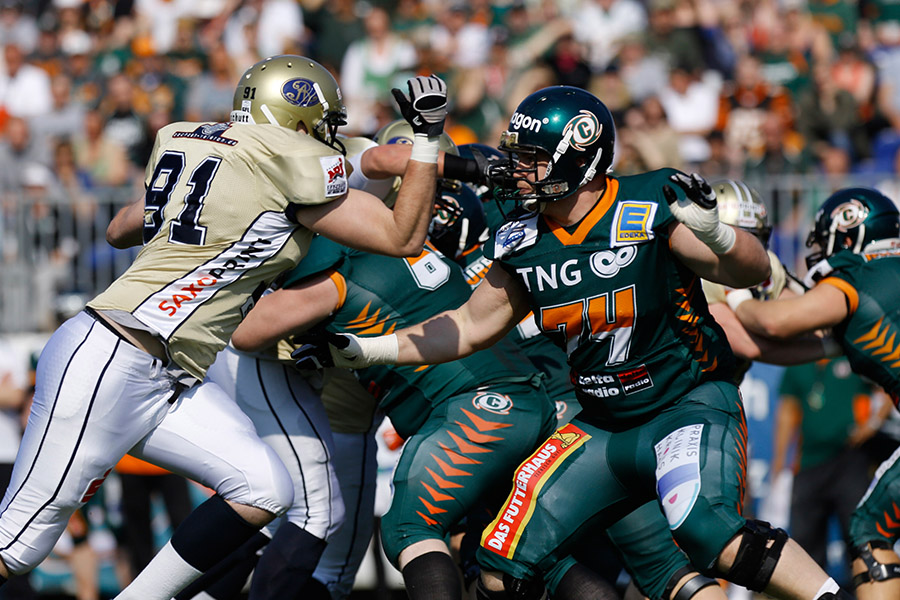
Atac ofensiu dels huracans Nick Wieland.

Fundats el 1988, els Kiel Baltic Hurricanes van participar per primera vegada en el futbol competitiu el 1989, quan van entrar a la quarta categoria de la Landesliga Nord. El club va tenir un inici exitós, arribant a la segona Bundesliga Nord el 1993. Després dels campionats consecutius d'aquesta lliga, els Hurricanes van jugar a la 1a Bundesliga Nord des de 1996. Aquesta lliga esdevindria finalment la lliga alemanya de futbol. Els Hurricanes van arribar als play-offs del 1997 al 2000, arribant a les semifinals una vegada, el 1999, però van baixar el 2002. La ronda de descens de 2002 contra els Dresden Monarchs va ser un assumpte especialment desigual i humiliant, ja que va resultar un marcador combinat de 100-0. El partit de tornada, el partit a casa del Dresden continua sent considerat com el partit de futbol americà amb més assistència mai jugat a Dresden. Dresden, el primer equip de l'antiga Alemanya de l'Est que va assolir el primer nivell del futbol americà alemany, ha continuat sent membre de la GFL1 des d'aleshores i gaudeix d'una ferotge rivalitat amb Kiel sempre que els dos equips juguen entre ells.